# Ганчо Ганев
Ганчо Костадинов Ганев е български политик от Българската комунистическа партия (БКП), министър на народната просвета през 1962 – 1968 година.

## Биография
Роден е на 15 ноември 1919 г. в София. През 1937 г. става член на Работническия младежки съюз, а година по-късно завършва Първа софийска мъжка гимназия.
През 1942 г. завършва Софийския университет „Св. Климент Охридски“ със специалност математика. През 1944 г. става член на БКП и започва работа като асистент във Висшия икономически институт във Варна. Между 1946 и 1951 г. работи в Института по метерология и хидрология.
През 1951 – 1954 г. Ганчо Ганев е секретар на Благоевския районен комитет на БКП в София, а през 1954 – 1957 г. е заместник-завеждащ отдел „Наука и образование“ при Централния комитет (ЦК) на БКП. От 1957 до 1962 г. е заместник министър на просветата и културата (III правителство на А. Югов), от 1962 до 1963 г. – министър на просветата и културата (I правителство на Т. Живков), от 1963 до 1968 г. – министър на народната просвета (I и II правителство на Т. Живков).
От 1962 до 1990 г. е член на ЦК на БКП, а през 1969 – 1986 година е ректор на Висшата партийна школа и на Академията за обществени науки и социално управление. През 1989 г. получава званието „Герой на социалистическия труд“.

## Памет
На Ганчо Ганев е наречена улица в София (Карта).